# Jiří Suchánek
Jiří Suchánek (* 9. května 1982, Mlékojedy) je český tělesně handicapovaný stolní tenista. K jeho úspěchům se řadí především stříbrná medaile z Letních paralympijských her 2024 v Paříži, dále bronzová medaile z roku 2018 na Mistrovství světa v para stolním tenise v Laške, stříbrné a bronzové medaile z Mistrovství Evropy v para stolním tenise a bronzová na Letních paralympijských hrách 2016 v Riu de Janeiru, a v roce 2021 na Letních paralympijských hrách v Tokiu i bronzová medaile v kategorii družstev ve třídě TT3 s Petrem Svatošem.

## Život
Pochází z Mlékojed a když mu bylo dvanáct let, přestěhoval se s rodinou do Chlumínu. Zde měl 19. září 1999 autonehodu, když v sedmnácti řídil auto bez řidičského průkazu; pod vlivem alkoholu nezvládl zatáčku a skončil s autem na střeše. S následným poraněním krční páteře v oblasti 5. a 6. krčního obratle ho vrtulníkem transportovali na Traumacentum v Liberci k dalšímu ošetření. Během rehabilitačního pobytu v pražském Centru Paraple uviděl, jaký může být život na vozíku. To odstartovalo téměř tříleté období, kdy na sobě velmi intenzivně pracoval. Po absolvování kurzu začal 1. září 2003 pracovat v Krajské nemocnici Liberec na oddělení spinální jednotky jako instruktor soběstačnosti, kde učil nové vozíčkáře soběstačnosti, a to oblékání, přesuny, jízda na vozíku a mnoho dalšího, ale také s nimi řešil i bezbariérovost a různé sociální problémy. Jako jediný instruktor na spinální jednotce jezdil a pomáhal v celé České republice. V Krajské nemocnici Liberec pracoval do roku 2017 a během toho zde potkal pacienta, který hrál v Liberci stolní tenis a pozval ho trénink. Následně začal v roce 2005 hrát v SKST Liberec pravidelně a od roku 2007 působí v reprezentaci České republiky.
Během svého působení získal několik stříbrných a bronzových medailí na Mistrovstvích Evropy v para stolním tenise a bronzovou medaili na Mistrovství světa v para stolním tenise v Laške v roce 2018. Poprvé se zúčastnil paralympijských her v roce 2012 v Londýně a následně na Letních paralympijských hrách 2016 v Riu de Janeiru už získal bronzovou medaili v kategorii jednotlivců C2. V roce 2021 na Letních paralympijských hrách v Tokiu obdržel další bronzovou medaili, a to v kategorii družstev ve třídě TT3 s Petrem Svatošem. Na Letních paralympijských hrách 2024 v Paříži získal v kategorii jednotlivců stříbrnou medaili.